# 메이덴야마나카역
메이덴야마나카역(일본어: 名電山中駅)은 일본 아이치현 오카자키시에 위치한 나고야 철도 나고야 본선의 철도역이다. 역 번호는 NH 09이며, 상대식 승강장 2면 2선의 구조를 갖춘 지상역이다.

## 타는 곳
| 1 | ■ 나고야 본선 | 하행 | 히가시오카자키 · 가나야마 · 나고야 방면 |
| 2 | ■ 나고야 본선 | 상행 | 도요하시 · 도요카와이나리 방면          |

## 이용 현황
| 연도 | 승차 인원 |
| ---- | --------- |
| 2006 | 471       |
| 2007 | 476       |
| 2008 | 502       |
| 2009 | 487       |
| 2010 | 496       |
| 2011 | 481       |
| 2012 | 463       |
| 2013 | 469       |
| 2014 | 453       |
| 2015 | 440       |

## 역 주변
- 국도 제1호선
- 오카자키 시청 토부 지소 토부 시민 센터
- 야마나카 성 터

## 인접 역
| 나고야 철도 나고야 본선      | 나고야 철도 나고야 본선 | 나고야 철도 나고야 본선          |
| ---------------------------- | ----------------------- | -------------------------------- |
| NH 08 모토주쿠 도요하시 방면 | ■ 나고야 본선           | 후지카와 NH 10 메이테쓰기후 방면 |